# Мухин, Михаил Юрьевич (историк)
Михаил Юрьевич Мухин (род. 1970) — российский историк. Доктор исторических наук (2009), профессор РГГУ, главный научный сотрудник Института российской истории РАН.
Кандидатская дисс. — «Источники по развитию военной промышленности СССР в 1921—1941 гг. (по материалам РГАЭ)», докторская — «Советская авиапромышленность до начала Великой Отечественной войны».
Прежде ведущий научный сотрудник Института российской истории РАН.
Профессор кафедры стран постсоветского зарубежья РГГУ.
Также ученый секретарь Центра изучения новейшей истории России и политологии ИРИ РАН. Преподавал в школе. 
Специалист по новейшей истории России, 1920—1930-х годах, советской авиапромышленности, истории военной техники.
Автор монографий: «„Крепость социализма“: Повседневность и мотивация труда на советском предприятии, 1928—1938» (М.: РОССПЭН, 2004; в соавторстве с С. В. Журавлёвым), «Авиапромышленность СССР в 1921—1941 гг.» (М.: Наука, 2006, 320 с., ISBN 5-02-010352-7), «Советская авиапромышленность в годы Великой Отечественной войны» (М.: Вече, 2011. 352 с., 2000 экз.), «Поколение „0“. Научно-исследовательские и опытно-конструкторские работы СССР в области реактивной авиации в годы Великой Отечественной войны» (М.: Институт российской истории РАН, 2019. 236 с. ISBN 978-5-8055-0349-9). Публиковался в изданиях: «Отечественная история», Вестник РУДН, Новая и новейшая история, Исторические записки, The Soviet and Post-Soviet Review, Труды Института российской истории.